# Groschlattengrün
Groschlattengrün ist ein Gemeindeteil der Gemeinde Pechbrunn im oberpfälzischen Landkreis Tirschenreuth.

## Geografie
Das im nördlichen Teil des Steinwaldes gelegene Kirchdorf Groschlattengrün liegt etwa einen Kilometer westnordwestlich des historischen Ortskerns von Pechbrunn auf einer Höhe von 553 m ü. NHN.

## Geschichte
Bis zum Ende des Mittelalters unterstand Groschlattengrün der Herrschaft von reichsunmittelbaren Adeligen. In der Folgezeit gelangte es in den Besitz des Markgraftums Brandenburg-Bayreuth und bildete dabei eine Exklave im südöstlichen Vorfeld des bayreuthischen Oberlandes. Als 1791/1792 mit Karl Alexander der letzte Markgraf aus der Linie der fränkischen Zollern auf seine Herrschaftsgebiete verzichtete und sie an die in Berlin regierende königliche Hauptlinie der Hohenzollern übergab, wurde Groschlattengrün ein Bestandteil des Königreichs Preußen. Dieses fasste die Gebiete als Ansbach-Bayreuth zusammen und übertrug die Verwaltung des Territoriums dem in Ansbach residierenden Gouverneur Karl August von Hardenberg. 1802/1803 kam es zum Hauptlandesvergleich, bei dem das Königreich Preußen mit dem Kurfürstentum Pfalz-Baiern  den Austausch verschiedener Gebietseinheiten vereinbarte. Im Rahmen dieses Gebietsaustausches wurde Groschlattengrün als Enklave innerhalb Pfalz-Baierns an das Kurfürstentum übergeben, wobei den Einwohnern die uneingeschränkte Ausübung ihres protestantischen Bekenntnisses auch nach dem Herrschaftswechsel zugesichert wurde.
Durch die Verwaltungsreformen zu Beginn des 19. Jahrhunderts im Königreich Bayern wurde Groschlattengrün mit dem Zweiten Gemeindeedikt im Jahr 1818 eine Landgemeinde. Im Zuge der kommunalen Gebietsreform in Bayern schlossen sich die Gemeinden Groschlattengrün und Pechbrunn am 1. Juli 1972 zusammen, wobei die neue Gemeinde den Namen des einwohnerstärkeren Gemeindeteils Pechbrunn erhielt.  Im Jahr 1987 hatte Groschlattengrün 472 Einwohner.

## Verkehr
Im Norden führt die Staatsstraße 2169 vorbei, 500 m weiter im Norden die Autobahn A 93. Südlich verläuft die Bahnstrecke Weiden–Oberkotzau.

## Persönlichkeiten
- Johann Christian von Waldenfels (1742–1796), Assessor am Reichskammergericht und später kurkölnischer Staats- und Konferenzminister